# Bardo (gromada w powiecie ząbkowickim)
Bardo – dawna gromada, czyli najmniejsza jednostka podziału terytorialnego Polskiej Rzeczypospolitej Ludowej w latach 1954–1972.
Gromady, z gromadzkimi radami narodowymi (GRN) jako organami władzy najniższego stopnia na wsi, funkcjonowały od reformy reorganizującej administrację wiejską przeprowadzonej jesienią 1954 do momentu ich zniesienia z dniem 1 stycznia 1973, tym samym wypierając organizację gminną w latach 1954–1972.
Gromadę Bardo z siedzibą GRN w Bardzie (wówczas wsi) utworzono – jako jedną z 8759 gromad na obszarze Polski – w powiecie ząbkowickim w woj. wrocławskim, na mocy uchwały nr 33/54 WRN we Wrocławiu z dnia 2 października 1954. W skład jednostki weszły obszary dotychczasowych gromad Bardo, Dębowina i Opolnice ze zniesionej gminy Bardo w tymże powiecie. Dla gromady ustalono 27 członków gromadzkiej rady narodowej.
13 listopada 1954, po pięciu tygodniach, gromadę Bardo zniesiono w związku z nadaniem jej statusu osiedla. 1 stycznia 1969 osiedle Bardo odzyskało utracony w 1946 roku status miasta (w skład miasta nie weszły miejscowości Dębowina i Opolnica z obszaru dotychczasowego osiedla Bardo). 1 stycznia 1973 powiecie ząbkowickim reaktywowano zniesioną w 1954 roku gminę Bardo.